# 秦朗巴黎丢作业事件
2024年2月，時年29歲的中国搞笑網紅Thurman猫一杯在多个网络平台发布声称於法国巴黎拾获小学生“秦朗”的寒假作业的相关短视频，引发廣大關注。该短影音最终经杭州市公安局立案调查证实为捏造，当事人与涉事公司被处以行政处罚，其合計高達4000萬粉絲的數個平台账号也遭中國大陸全平台永久封禁。

## 事件经过
Thurman猫一杯本名徐嘉艺，1994年6月生人，是一名时尚设计师。2024年2月16日，Thurman猫一杯在抖音、快手、新浪微博、哔哩哔哩、百家号、优酷、小红书、西瓜视频等平台发布相关短影音，称其於法国巴黎一家饭店時，被服务员递给两本拾獲於厕所的小學一年级寒假作业（語文與數學），并决定将其带回国寻找失主。影片中的两本作业一笔未动，仅写着失主的所属学校（未公开）、班級資料“一年级八班”以及姓名“秦朗”。该短视频迅速在中國大陸引发討論，且多日占据多个平台热搜榜。
2月17日，在抖音平台下的评论区，有一名IP属地为江苏省的网民“杨柏屹”自称为秦朗舅舅，表示其外甥就读于西场小学。2月18日，江苏海安西场小学回应称查无此人，而西场中心小学则表示校内有一位叫秦朗的学生，但所属年级不符。其他省的同名学校也受访表示没有这位学生的信息。
2月19日，Thurman猫一杯再次发布影片，表示已联系到秦朗母亲，惟对方不愿出镜或透露更多內容，其子所在小學亦非网传之西场小学，稱此事已“圆满结束”；而“杨柏屹”账号则在更名与清空影片后，经江苏省南通市公安机关查处被关停，其账号运营者杨某被处以行政处罚。

### 后续处罚
4月12日傍晚，杭州市公安局西湖区分局在其微博账号“平安西湖”发布消息称该事件係人為捏造，对当事人徐某某、公司编导薛某以及涉事公司处以行政处罚，并责令公开道歉，随后对其账号予以阶段性禁言。猫一杯之後在多个社交平台发布道歉视频。
4月13日，新浪微博、微信视频号、抖音与哔哩哔哩等多个平台以「行为误导大量公众和新闻媒体，造成恶劣影响」為由，相继对Thurman猫一杯的账号进行封禁。同日，杭州市公安局西湖区分局网络警察大队队长赵志超接受央視新聞採訪時表示：因為有网友举报投诉該视频後立案調查，並成立专案组开展工作，更查核並確認没有名為「秦朗」的小学生出境記錄，以此確認该视频涉嫌网络造谣。

## 评价與分析
央视网在2024年2月21日针对该事件发文表示：为蹭热度、赚流量而挑战公序良俗，以至于挑战法律法规的网红终将被流量反噬与受到法律制裁；网民读者则须冷静围观，警惕此类“新黄色新闻”；媒体也应选取真正具有公共价值的东西呈现，对严肃新闻的追求成为舆论主流，才能让更多有价值的新闻与读者相向而行。《人民日报》在2024年4月13日发文表示：一些“网红”自媒体公然造假骗流量是表象，实质是其背后的“推手”为逐利丢掉道德和法律底线。自媒体造假歪风必须刹住，管理部门需进一步加强监管、加大打击力度，让全社会共同呵护一个健康清朗的网络环境。前《环球时报》总编辑胡锡进于2024年4月12日在新浪微博简要表示“千万别被流量逼成我们自己讨厌的样子”，再于翌日发表长文抨击“新黄色新闻”背后的利益链并支持公安机关对Thurman猫一杯的处罚，认为这次事件也会在全网形成警示。
一些网民则质疑有关影片“一看就是段子，怎么可能会有人信”。另外重罰的原因眾說紛紜，特別是海外觀眾驚訝於這類博主早已眾多，此事件實質損失又比較小，透過行政手段專門針對貓一杯本人，採取跨平台的全網封殺，處罰不符合比例原則與公平性而感到執法標準上的疑惑。前央视记者、時評類YouTuber王志安认为，猫一杯的搞笑视频上升至社会新闻层面，体现的是中国各大权威媒体在报道及转发时不经信息核查的失职。他同时认为，封杀猫一杯无从杜绝短视频平台的「谣言」。相反执法机关动用大量警力应对此一层面的社会事件，体现的不是「法治」，而是「丑陋的家长制」。也有观点認為，這与教育部于2021年颁布的禁止给小學一、二年级布置书面作业及双减政策有關。该视频的发布导致大量学校遭到教育部门的调查，警方才會以“造谣”罪名“狠罚”网红。
该事件亦是公安部于同年4月12日发布的“公安机关打击整治网络谣言典型案例”之一。

## 链接
猫一杯的youtube频道